# Festival di Hambach

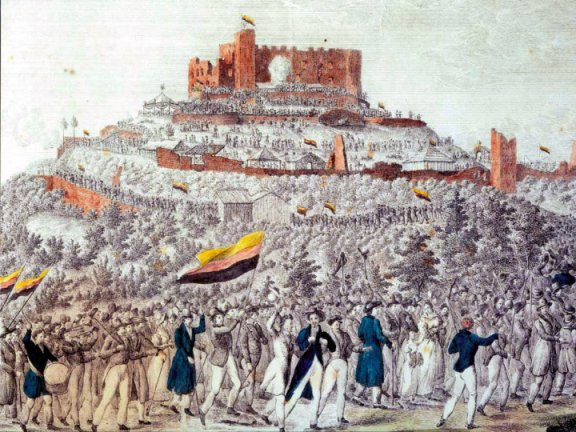
Festival di Hambach, litografia del 1832. Si noti la disposizione differente (capovolti) dei colori delle bandiere usate nella manifestazione rispetto alla versione definitiva della bandiera tedesca.

Il Festival di Hambach, in tedesco denominata Hambacher Fest, è stata un'importante manifestazione a carattere popolare, svoltasi nel maggio 1832 presso il Castello di Hambach, nel land del Renania-Palatinato in Germania, che vide coinvolte persone provenienti da diversi Paesi, accomunate da ideali di democrazia, libertà, lotta per i diritti civili in Europa. È soprattutto considerata una delle principali manifestazioni pubbliche in supporto dell'unità tedesca nel periodo successivo alla Restaurazione.  

## Storia
Dal 1832 ogni anno tra il 27 e il 30 maggio, vicino alla cittadina di Neustadt an der Weinstraße nel Land della Renania-Palatinato (Germania), viene celebrato il Festival di Hambach, in origine una protesta popolare per promuovere gli ideali democratici di libertà, uguaglianza e unità tedesca e repubblicana, in contrasto con il regime assolutista del tempo. Per questo venne mascherato come una fiera paesana.

### Gli antecedenti
Nel 1794, terzo anno di attività della Prima Coalizione, il Palatinato fu occupato dalle truppe rivoluzionarie francesi e successivamente, nel 1801, incorporato nella Repubblica Francese. Dopo la sconfitta di Napoleone Bonaparte, la regione, e con essa il castello, divennero parte integrante del Regno di Baviera. L'annessione fu piuttosto problematica perché il Palatinato aveva una storia diversa e differenti interessi economici, ma soprattutto perché essa rese più vivaci le espressioni di quei sentimenti liberali e nazionalisti che attraversarono la Germania dal 1815 al 1848.
Le autorità bavaresi mantennero alcuni diritti costituzionali, tuttavia non sufficienti a soddisfare le richieste dei renani.
Negli anni successivi, con la prima industrializzazione, le condizioni di vita della popolazione peggiorarono. Situazioni di povertà si estesero sempre più ad un numero crescente di persone. L'autorità della Baviera, attraverso un sistema di tasse e tariffe, dette "Bavaresi", da due a quattro volte più elevate, indebolì il Palatinato. Vennero inoltre introdotti alcuni supplementi sui dazi doganali per vino e tabacco, i principali prodotti della regione, con conseguente aumento dei prezzi all'esportazione e contrazione del commercio estero.
I prezzi del cibo aumentarono ulteriormente e le emergenze che la popolazione dovette affrontare furono aggravate dopo alcune annate agrarie disastrose a causa di inverni particolarmente rigidi, cattivi raccolti e vendemmie modeste.
Sul piano politico il Congresso di Vienna del 1815 provocò una profonda delusione negli intellettuali che non si riconoscevano nel nuovo assetto dato allo Stato tedesco: il cancelliere austriaco Metternich impose in Germania la costituzione di una Confederazione formata da trentanove Stati sovrani coordinati da un organismo rappresentativo centrale, la Dieta di Francoforte. Fu subito chiaro che la Dieta confederale era debole e che gli interessi di Austria e Prussia erano diversi da quelli del popolo tedesco. Mentre la grande maggioranza della nazione accettò con apatia quella che venne intesa come il ritorno alla tradizione e alla legittimità dinastica, gli intellettuali liberali capirono che immaginare una Germania libera e unita diventava un sogno. Non potevano sperare che l'Austria cambiasse la sua forma di governo e sostenesse l'unità tedesca, né che uno "stato di polizia" come la Prussia appoggiasse gli ideali di una nazione fondata sulla giustizia e sulle leggi, e men che meno valori come libertà di parola e di pensiero.
La strategia degli intellettuali fu quella di raggiungere la libertà politica, giuridica e sociale partendo dai singoli stati (i più piccoli), e da essi edificare un regime liberale esteso all'intera Germania.
La Renania, quindi, con le sue aspirazioni liberali poteva rappresentare la guida di questo nuovo progetto politico.

### Le società studentesche
Con il motto "Libertà, Onore, Patriottismo", le confraternite studentesche (in tedesco Burschenschaften) sostenevano idee nazionaliste e liberali. Dimostrarono simpatia per gli sforzi dei polacchi che lottavano contro il dominio della Prussia sulla Polonia occidentale e si impegnarono nel portare avanti l'idea di una Germania unita.

La prima confraternita fu fondata a Jena, in Turingia, nel 1815, e adottò come colori della sua uniforme e della sua bandiera il nero, il rosso e l'oro, colori usati anche dalle truppe prussiane nella guerra contro Napoleone. Questi veterani confratelli denominati Lützowsches Freikorps, presero parte al festival di Wartburg del 1817, mostrando al cielo la loro bandiera.

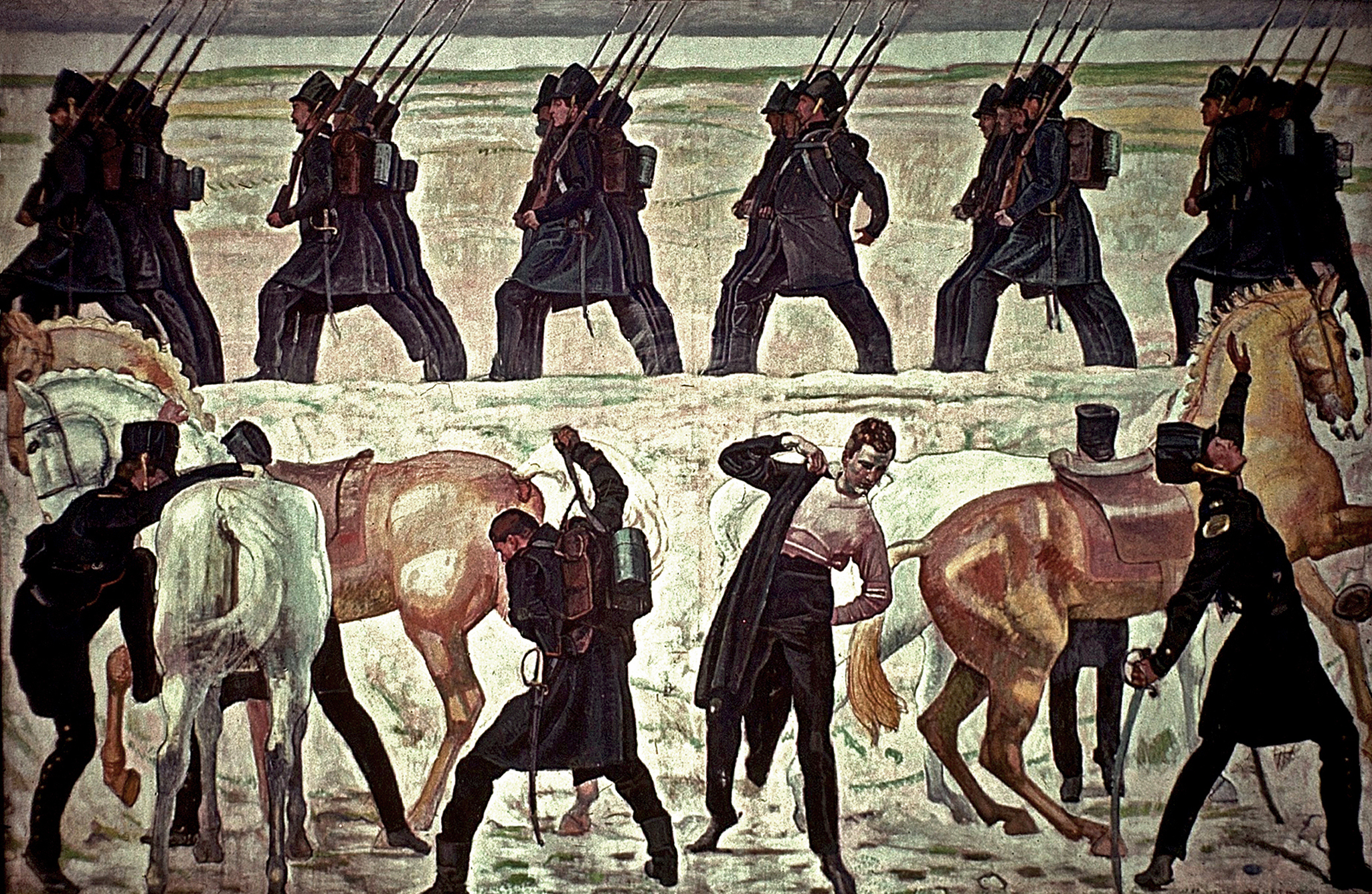
Studenti di Jena arruolatisi nei Lütwosches Freikorps

## Il Festival del 1832
A partire dal 1830 nella maggior parte degli Stati della Confederazione si manifestarono sollevamenti incoraggiati dalla contemporanea rivoluzione avvenuta contro Carlo X in Francia. 
Alcuni giornalisti nel 1832 istituirono un’associazione democratica per la libertà di stampa e la libertà di parola, che però venne subito bandita dal governo statale.
Anche le riunioni degli "Iniziatori", la parte di intellettuali più favorevole ad ogni tentativo di conquista della democrazia in Germania, chiamati al castello per sostenere la causa democratica, furono proibite, così come ogni altra manifestazione pubblica. 
Nonostante ciò, circa 20-30.000 persone provenienti da tutti i ranghi della società, operai, politici e studenti, nonché popoli di diverse nazionalità come francesi (un gruppo di democratici della Società degli amici dei popoli ) e polacchi (una delegazione) parteciparono, tra il 27 e il 30 maggio 1832, alla processione che si diresse dal mercato di Neustadt fino alle rovine del Castello di Hambach. Lungo il tragitto, numerosi intellettuali appoggiati dal popolo, intonarono a gran voce una preghiera rivolta ai loro antenati, seguita da un motto per riscaldare la protesta.
(Preghiera popolare)
(Motto)
Fra i partecipanti vi erano Karl Ludwig Börne e gli stessi membri della disciolta Burschenschaften.
Gli organizzatori della manifestazione furono Johann Georg August Wirth e Philipp Jakob Siebenpfeiffer. Di quest'ultimo sono rimaste indelebili le celebri parole ad inizio Festival:
(Philipp Jakob Siebenpfeiffer)
Nel corso del raduno furono presentate richieste di libertà, fu dimostrata solidarietà agli insorti polacchi, oltre ad un appello all’unità nazionale e alla sovranità popolare contro il sistema della Santa Alleanza.
Durante il Festival furono confermati i colori nero, rosso e oro come simbolo del movimento democratico della Germania unita. I medesimi furono successivamente usati dai rivoluzionari democratici nei moti del 1848, come icona dell’unità tedesca, raggiunta poi solo nel 1871 da Bismarck. 
La manifestazione non produsse risultati politici immediati. Nonostante ciò essa è considerata una pietra miliare nella storia tedesca, perché per la prima volta un movimento repubblicano di ispirazione liberale e nazionale lasciò un’impronta nel Paese.
Gli eventi di Hambach avevano cercato di opporsi alla repressione delle libertà civili e politiche attuata dalla Confederazione germanica attraverso i Deliberati di Karlsbad, dopo il Congresso di Vienna.

## Dopo il 1832
Circa un centinaio di insorti, durante l’anno successivo, tentò di avviare una rivoluzione democratica per la riconquista della casa di guardia di Francoforte (Frankfurter Wachensturm), che fallì.
Nell'anniversario del 1833, i militari bavaresi che controllavano l'intera zona non permisero nuovi raduni e molti intellettuali si ritirarono dalla vita politica negli anni successivi.
Fin dagli anni di Vormärz (letteralmente Prima di marzo 1848) il Festival divenne simbolo di unità, libertà e democrazia della Germania. 
Esito importante del Festival fu, in seguito alla prima guerra mondiale, l'adozione dei colori nero-rosso-oro dalla Repubblica di Weimar e dell'odierna bandiera nazionale tedesca.

## Intellettuali

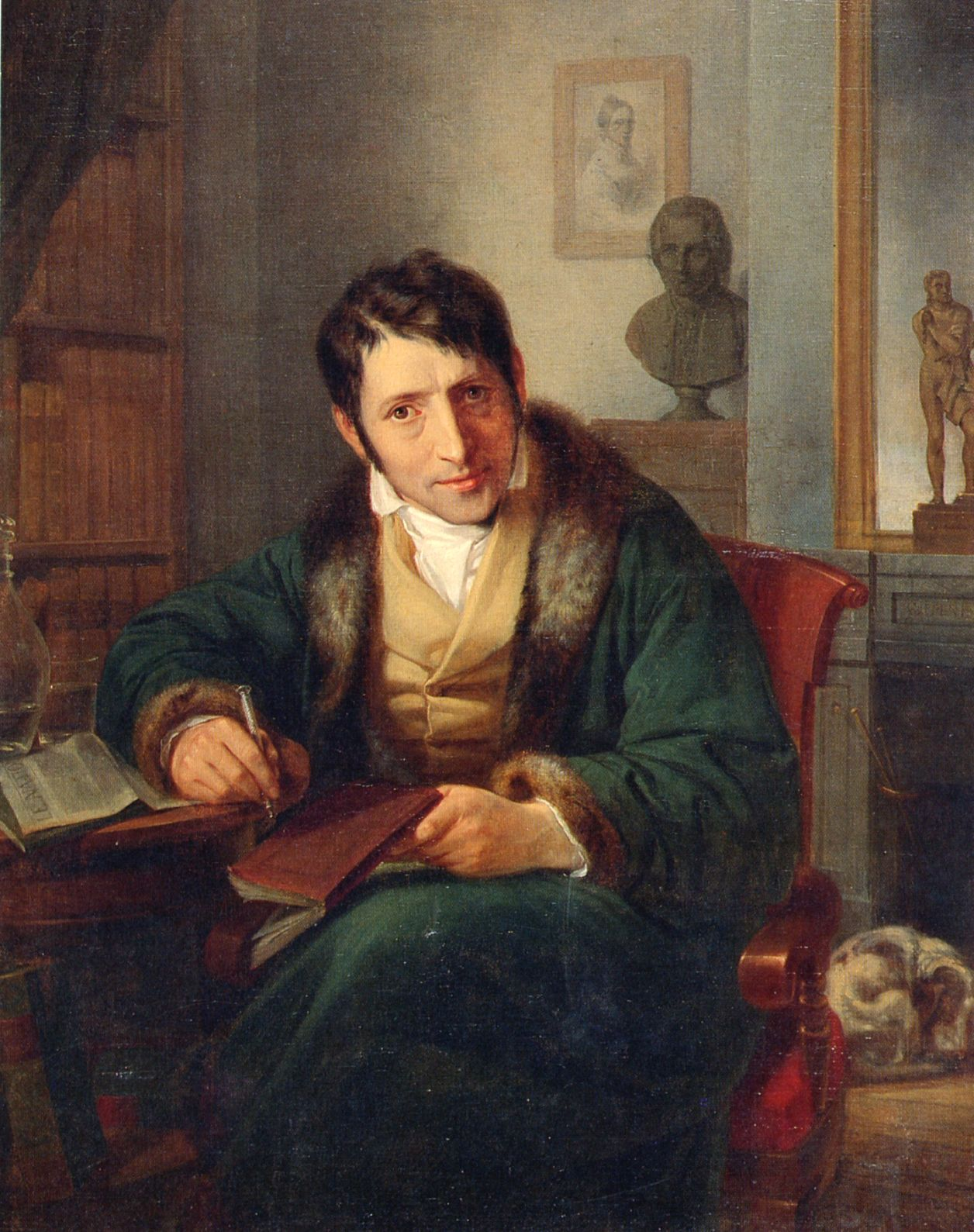
Karl Ludwig Börne: giornalista e politico tedesco
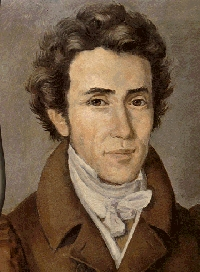
Philipp Jakob Siebenpfeiffer: giurista e giornalista tedesco, organizzatore del Festival
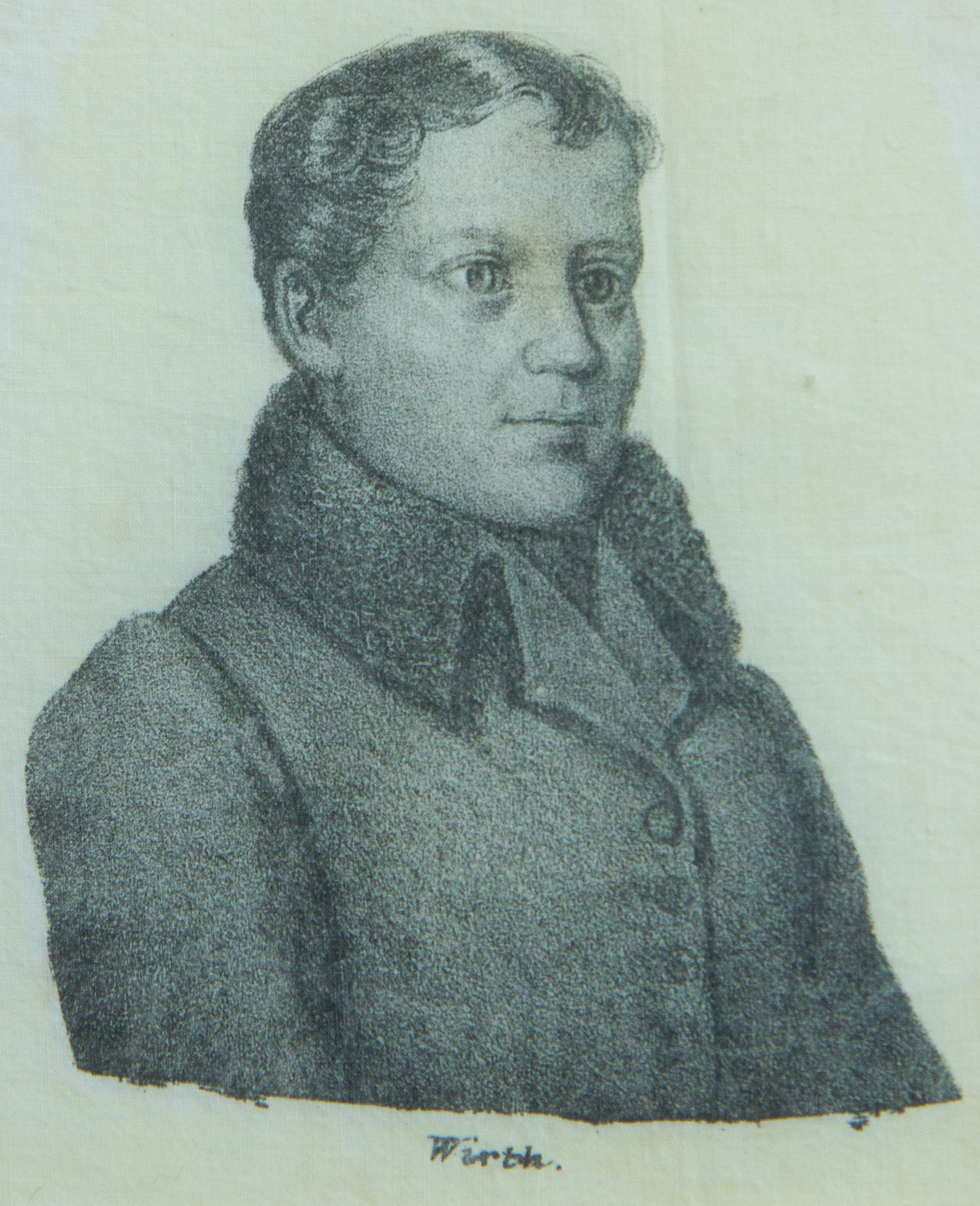
Johann Georg August Wirth: giurista, letterato e politico tedesco, organizzatore del Festival

## Importanti documenti

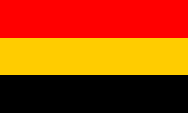
Bandiera tedesca a memoria del Festival
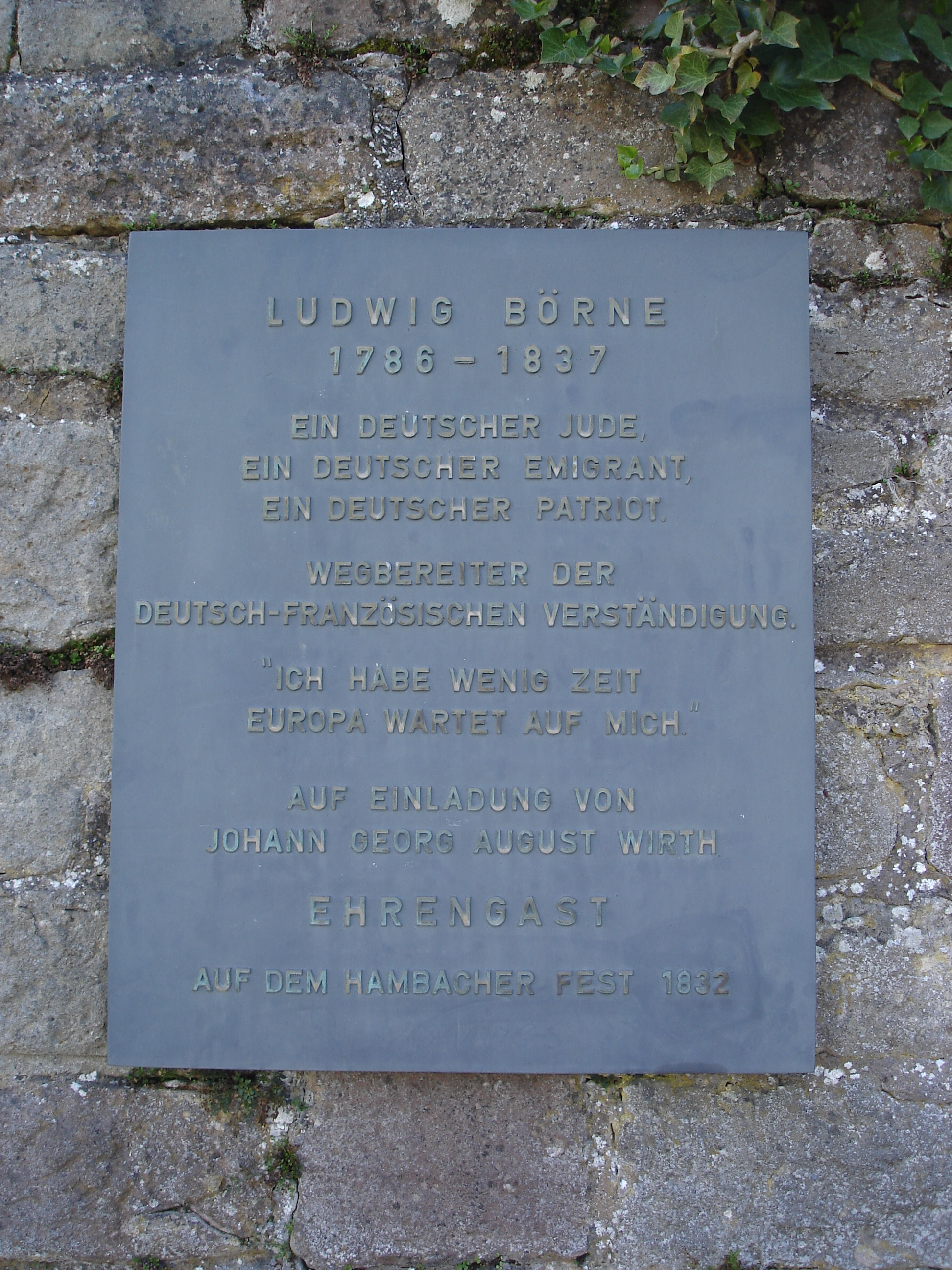
Lapide in memoria di Karl Ludwig Börne
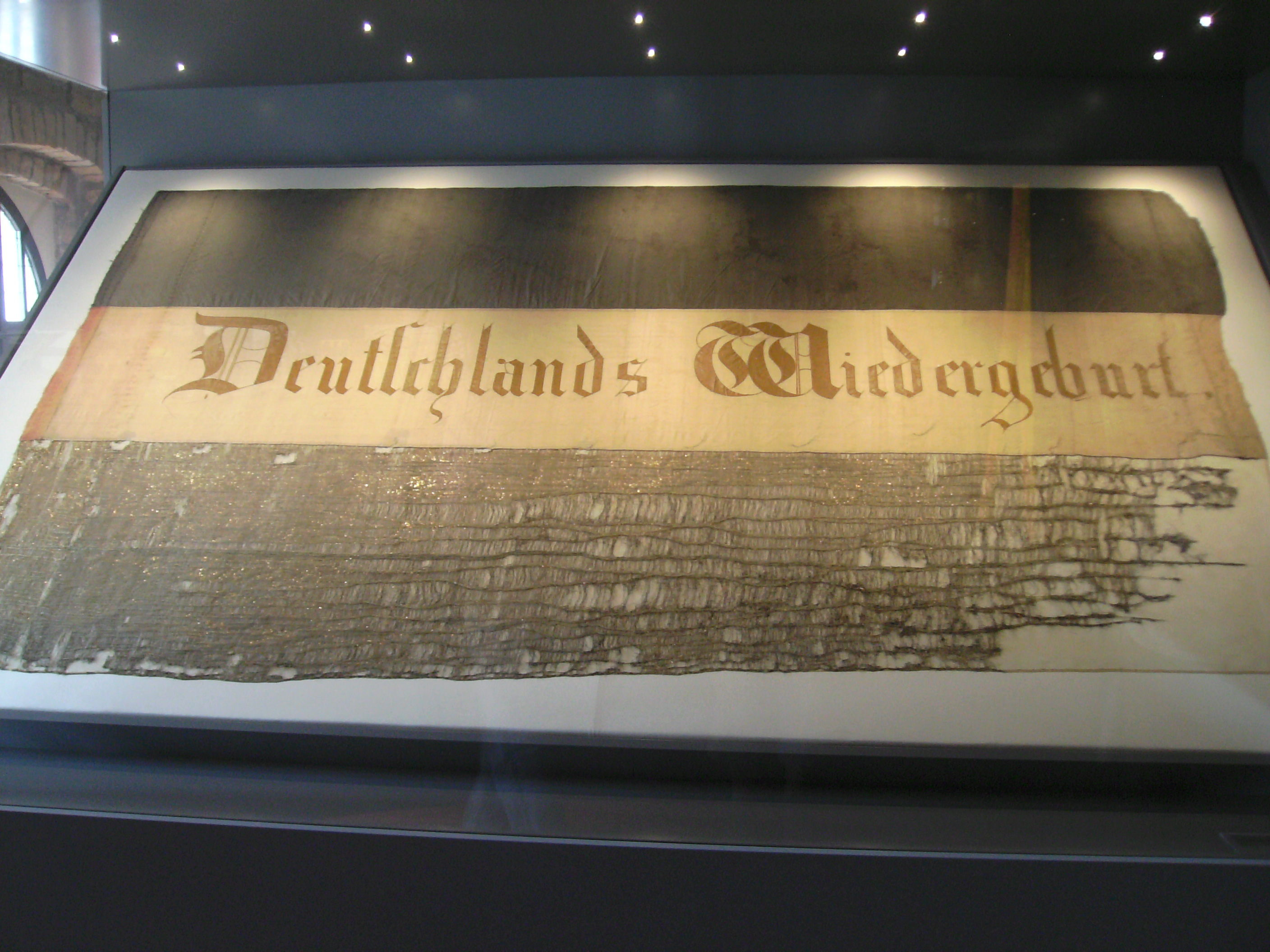
Bandiera originale storica
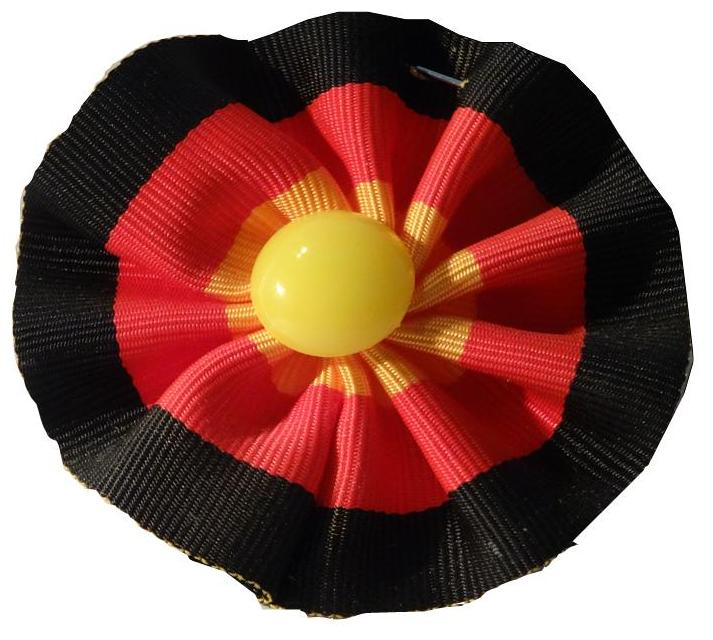
Coccarda del Festival di Hambach

## Anniversari
- Il cinquantesimo anniversario, nel 1882, fu caratterizzato dai litigi tra socialdemocratici, liberali e monarchici per l'attribuzione politica del Festival.[17]
- In occasione del centenario, nel 1932, fu organizzato l'ufficio turistico di Neustadt e il gruppo di lavoro della stampa Palatino. I protestanti nazisti del Palatinato perturbarono l'evento, diffamando l'ospite d'onore del Festival di Hambach Karl Ludwig Börne con slogan antisemiti.[18]
- Il 125º anniversario nel 1957 fu disposto dalla giovane Repubblica Federale di Germania, per sottolineare i principi democratici. Il governo dello Stato di Renania-Palatinato celebrò il 26 maggio 1957, una cerimonia commemorativa, nella quale presero parola alcuni importanti politici del tempo tra cui August Wolters, Peter Altmeier, Max Becker e Carlo Schmid. Costoro favorirono, nel 1969, l'ampliamento del castello, giudicandolo quale "monumento della democrazia tedesca".[18]
- Prima delle celebrazioni per il 150º anniversario nel 1982, su iniziativa del primo ministro Bernhard Vogel (CDU), il castello venne restaurato ad un costo 12 milioni di marchi (6 milioni di euro), e fu promossa la creazione di un "centro di documentazione sulla storia del Festival di Hambach".[19]
- Per le celebrazioni del 175º anniversario del Festival, il 1º aprile 2007, ebbe luogo la prima Maratona del Castello di Hambach, alla quale parteciparono più di 2.200 persone, con partenza da Neustadt e arrivo al castello, attraverso la zona vitata e i villaggi sottostanti.[20] Il 19 giugno 2007 fu organizzato anche il primo "Festival di Hambach della Gioventù". Tale avvenimento attirò più di 11.000 studenti del Palatinato sulla rotta tradizionale da Neustadt e dal Kirrweiler fino al castello.
- Nel suo discorso in occasione del 180º anniversario nel 2012[21], il Presidente del Parlamento europeo, Martin Schulz (SPD), sottolineò l'importanza del Festival di Hambach per la libertà di parola e di stampa, contro la censura. Descrisse gli ex partecipanti come sognatori di un'"Europa confederale", o meglio un'"Europa delle nazioni".